# Natação no Campeonato Europeu de Esportes Aquáticos de 2012 - 100 m costas feminino
A prova dos 100 metros costas feminino da natação no Campeonato Europeu de Esportes Aquáticos de 2012 ocorreu nos dias 23 e 24 de maio em Debrecen na Hungria. 

## Calendário
| Fase          | Data       | Hora  |
| ------------- | ---------- | ----- |
| Eliminatórias | 23 de maio | 10:21 |
| Semifinal     | 23 de maio | 18:29 |
| Final         | 24 de maio | 17:53 |

Todos os horários estão no horário local (UTC+1)

## Recordes
Antes desta competição, os recordes eram os seguintes:
| Recorde mundial       | Gemma Spofforth  | 58.12 | Roma      | 28 de julho de 2009 |
| Recorde europeu       | Gemma Spofforth  | 58.12 | Roma      | 28 de julho de 2009 |
| Recorde do campeonato | Anastasia Zuyeva | 59.41 | Eindhoven | 21 de março de 2008 |

## Medalhistas
| Ouro                | Prata                  | Bronze                 |
| Jenny Mensing (GER) | Arianna Barbieri (ITA) | Simona Baumrtová (CZE) |

## Resultados

### Eliminatórias
Esses foram os resultados das eliminatórias. 
| Pos. | Bateria | Raia | Nadadora                    | Nacionalidade | Tempo   | Notas            |
| ---- | ------- | ---- | --------------------------- | ------------- | ------- | ---------------- |
| 1    | 4       | 5    | Arianna Barbieri            | Itália        | 1:00.26 | Q,               |
| 2    | 5       | 6    | Carlotta Zofkova            | Itália        | 1:00.76 | Q                |
| 3    | 6       | 4    | Daryna Zevina               | Ucrânia       | 1:00.98 | Q                |
| 4    | 6       | 5    | Jenny Mensing               | Alemanha      | 1:01.23 | Q                |
| 5    | 4       | 4    | Duane da Rocha Marce        | Espanha       | 1:01.28 | Q                |
| 6    | 4       | 3    | Ekaterina Avramova          | Bulgária      | 1:01.38 | Q                |
| 7    | 5       | 3    | Elena Gemo                  | Itália        | 1:01.43 |                  |
| 8    | 4       | 6    | Simona Baumrtová            | Chéquia       | 1:01.44 | Q,               |
| 9    | 6       | 3    | Cloe Credeville             | França        | 1:01.49 | Q                |
| 10   | 6       | 7    | Lisa Graf                   | Alemanha      | 1:01.61 | Q                |
| 11   | 5       | 4    | Alexianne Castel            | França        | 1:01.65 | Q                |
| 12   | 5       | 5    | Mercedes Peris              | Espanha       | 1:01.78 | Q                |
| 13   | 5       | 2    | Alicja Tchorz               | Polónia       | 1:02.27 | Q                |
| 14   | 5       | 1    | Eszter Povázsay             | Hungria       | 1:02.38 | Q                |
| 15   | 6       | 1    | Klaudia Nazieblo            | Polónia       | 1:02.64 | Q                |
| 16   | 5       | 8    | Sanja Jovanović             | Croácia       | 1:02.75 | Q                |
| 17   | 4       | 1    | Hazal Sarikaya              | Turquia       | 1:02.82 | Q                |
| 18   | 3       | 6    | Uschi Halbreiner            | Áustria       | 1:02.97 |                  |
| 19   | 3       | 4    | Iryna Glavnyk               | Ucrânia       | 1:03.10 |                  |
| 20   | 5       | 7    | Annemarie Worst             | Países Baixos | 1:03.12 |                  |
| 21   | 4       | 7    | Eygló Ósk Gústafsdóttir     | Islândia      | 1:03.30 | Recorde nacional |
| 22   | 4       | 2    | Melanie Nocher              | Irlanda       | 1:03.42 |                  |
| 23   | 2       | 5    | Alzbeta Rehorková           | Chéquia       | 1:03.58 |                  |
| 23   | 6       | 8    | Ivana Gabrilo               | Suíça         | 1:03.58 |                  |
| 25   | 6       | 2    | Therese Svendsen            | Suécia        | 1:03.80 |                  |
| 26   | 3       | 3    | Klára Václavíková           | Chéquia       | 1:03.95 |                  |
| 27   | 2       | 3    | Anni Alitalo                | Finlândia     | 1:04.14 |                  |
| 28   | 3       | 5    | Anna Volchkov               | Israel        | 1:04.20 |                  |
| 29   | 3       | 2    | Fabienne Nadarajah          | Áustria       | 1:04.50 |                  |
| 30   | 2       | 6    | Lotta Nevalainen            | Finlândia     | 1:04.51 |                  |
| 31   | 2       | 1    | Gizem Cam                   | Turquia       | 1:04.68 |                  |
| 32   | 3       | 1    | Katarína Milly              | Eslováquia    | 1:04.69 |                  |
| 33   | 2       | 8    | Tatiana Perstniova          | Moldávia      | 1:04.71 |                  |
| 34   | 2       | 7    | Mimosa Jallow               | Finlândia     | 1:04.85 |                  |
| 35   | 2       | 4    | Veronica Orheim Bjørlykke   | Noruega       | 1:04.99 |                  |
| 36   | 3       | 8    | Dorina Szekeres             | Hungria       | 1:05.02 |                  |
| 37   | 1       | 2    | Johanna Gerda Gustafsdottir | Islândia      | 1:05.38 |                  |
| 38   | 2       | 2    | Desiree Felner              | Áustria       | 1:05.50 |                  |
| 39   | 1       | 5    | Mònica Ramirez Abella       | Andorra       | 1:05.77 |                  |
| 40   | 1       | 3    | Valeria Mihhailova          | Estónia       | 1:06.47 |                  |
| 41   | 1       | 4    | Karin Tomecková             | Eslováquia    | 1:06.89 |                  |
| 42   | 1       | 6    | Birita Debes                | Ilhas Feroé   | 1:07.21 |                  |
| 43   | 3       | 7    | Katarzyna Gorniak           | Polónia       | DSQ     |                  |
| 43   | 4       | 8    | Michelle Coleman            | Suécia        | DSQ     |                  |
| 43   | 6       | 6    | Kira Toussaint              | Países Baixos | DSQ     |                  |

### Semifinal
Esses foram os resultados das semifinais. 
Semifinal 1
| Pos. | Raia | Nadadora           | Nacionalidade | Tempo   | Notas |
| ---- | ---- | ------------------ | ------------- | ------- | ----- |
| 2    | 5    | Jenny Mensing      | Alemanha      | 1:00.58 | Q     |
| 3    | 4    | Carlotta Zofkova   | Itália        | 1:01.00 | Q     |
| 4    | 6    | Cloe Credeville    | França        | 1:01.44 | Q     |
| 5    | 3    | Ekaterina Avramova | Bulgária      | 1:01.48 | Q     |
| 6    | 7    | Alicja Tchorz      | Polónia       | 1:02.33 |       |
| 7    | 1    | Klaudia Nazieblo   | Polónia       | 1:02.51 |       |
| 8    | 8    | Hazal Sarikaya     | Turquia       | 1:02.98 |       |

Semifinal 2
| Pos. | Raia | Nadadora             | Nacionalidade | Tempo   | Notas |
| ---- | ---- | -------------------- | ------------- | ------- | ----- |
| 1    | 5    | Daryna Zevina        | Ucrânia       | 1:00.45 | Q     |
| 2    | 4    | Arianna Barbieri     | Itália        | 1:00.52 | Q     |
| 3    | 3    | Duane da Rocha Marce | Espanha       | 1:00.56 | Q     |
| 4    | 6    | Simona Baumrtová     | Chéquia       | 1:00.88 | Q,    |
| 5    | 7    | Mercedes Peris       | Espanha       | 1:01.71 |       |
| 6    | 2    | Lisa Graf            | Alemanha      | 1:02.05 |       |
| 7    | 8    | Sanja Jovanović      | Croácia       | 1:02.47 |       |
| 8    | 1    | Eszter Povázsay      | Hungria       | 1:02.74 |       |

### Final
Esse foi o resultado da final. 
| Pos.              | Raia | Nadadora             | Nacionalidade | Tempo   | Notas            |
| ----------------- | ---- | -------------------- | ------------- | ------- | ---------------- |
| Medalha de ouro   | 6    | Jenny Mensing        | Alemanha      | 1:00.08 |                  |
| Medalha de prata  | 5    | Arianna Barbieri     | Itália        | 1:00.54 |                  |
| Medalha de bronze | 2    | Simona Baumrtová     | Chéquia       | 1:00.57 | Recorde nacional |
| 4                 | 4    | Daryna Zevina        | Ucrânia       | 1:00.59 |                  |
| 5                 | 3    | Duane da Rocha Marce | Espanha       | 1:00.89 |                  |
| 6                 | 7    | Carlotta Zofkova     | Itália        | 1:01.01 |                  |
| 7                 | 8    | Ekaterina Avramova   | Bulgária      | 1:01.48 |                  |
| 8                 | 1    | Cloe Credeville      | França        | 1:01.54 |                  |

Legenda
| Recorde mundial       | Recorde mundial (World record)               |                       | Recorde africano                      | Recorde africano (African) |                                           | Q | Classificado por posição (Qualified) |
| Recorde do campeonato | Recorde do campeonato (Championship record)  | Recorde da América    | Recorde da América (Americas)         | q                          | Classificado por melhor tempo (Qualified) |   |                                      |
| Melhor marca do ano   | Melhor marca do ano (World leading)          | Recorde asiático      | Recorde asiático (Asian)              | DNS                        | Não largou (Did not start)                |   |                                      |
| Recorde nacional      | Recorde nacional (National record)           | Recorde europeu       | Recorde europeu (European)            | DNF                        | Não terminou (Did not finish)             |   |                                      |
| Recorde pessoal       | Recorde pessoal do atleta (Personal best)    | Recorde da Oceania    | Recorde da Oceania (Oceania)          | DSQ / DQ                   | Desclassificado (Disqualified)            |   |                                      |
| Recorde da temporada  | Recorde da temporada do atleta (Season best) | Recorde sul-americano | Recorde sul-americano (South America) | NM                         | Sem marca (No mark)                       |   |                                      |